# Seo Hyo-Sun
Seo Hyo-Sun, född den 20 september 1966, är en koreansk landhockeyspelare.
Hon tog OS-silver i damernas landhockeyturnering i samband med de olympiska landhockeytävlingarna 1988 i Seoul.